# والتر هندرسون
والتر هندرسون هو سياسي كندي، ولد في 28 فبراير 1891 في كندا، وتوفي في 20 سبتمبر 1968. حزبياً، نشط في الحزب الكندي التقدمي المحافظ. وقد انتخب عضو مجلس العموم الكندي.